# Limmat
La Limmat (in svizzero tedesco Limet o Limig) è un fiume della Svizzera con una lunghezza complessiva di 140 km, appartenente al bacino idrografico del Reno.
Il nome del fiume viene dalla contrazione dei nomi dei due fiumi Linth e Maag, che prima della costruzione del canale della Linth formavano i due rami del fiume Limmat che confluivano presso Niederurnen nella pianura tra Glarona e Weesen.
Il fiume nasce nel canton Glarona con il nome di Linth, e lascia il lago di Zurigo nella città di Zurigo sotto il nome di Limmat. Scorre attraverso la valle omonima e sfocia nel fiume Aare nei pressi del mulino di Brugg, in canton Argovia.
Attraversa i comuni di Zurigo, Oberengstringen, Unterengstringen, Schlieren, Dietikon, Weiningen, Geroldswil e Oetwil an der Limmat nel canton Zurigo, di Spreitenbach, Killwangen, Würenlos, Neuenhof, Wettingen, Baden, Ennetbaden, Obersiggenthal, Untersiggenthal e Turgi nel Canton Argovia.

## Alcune immagini

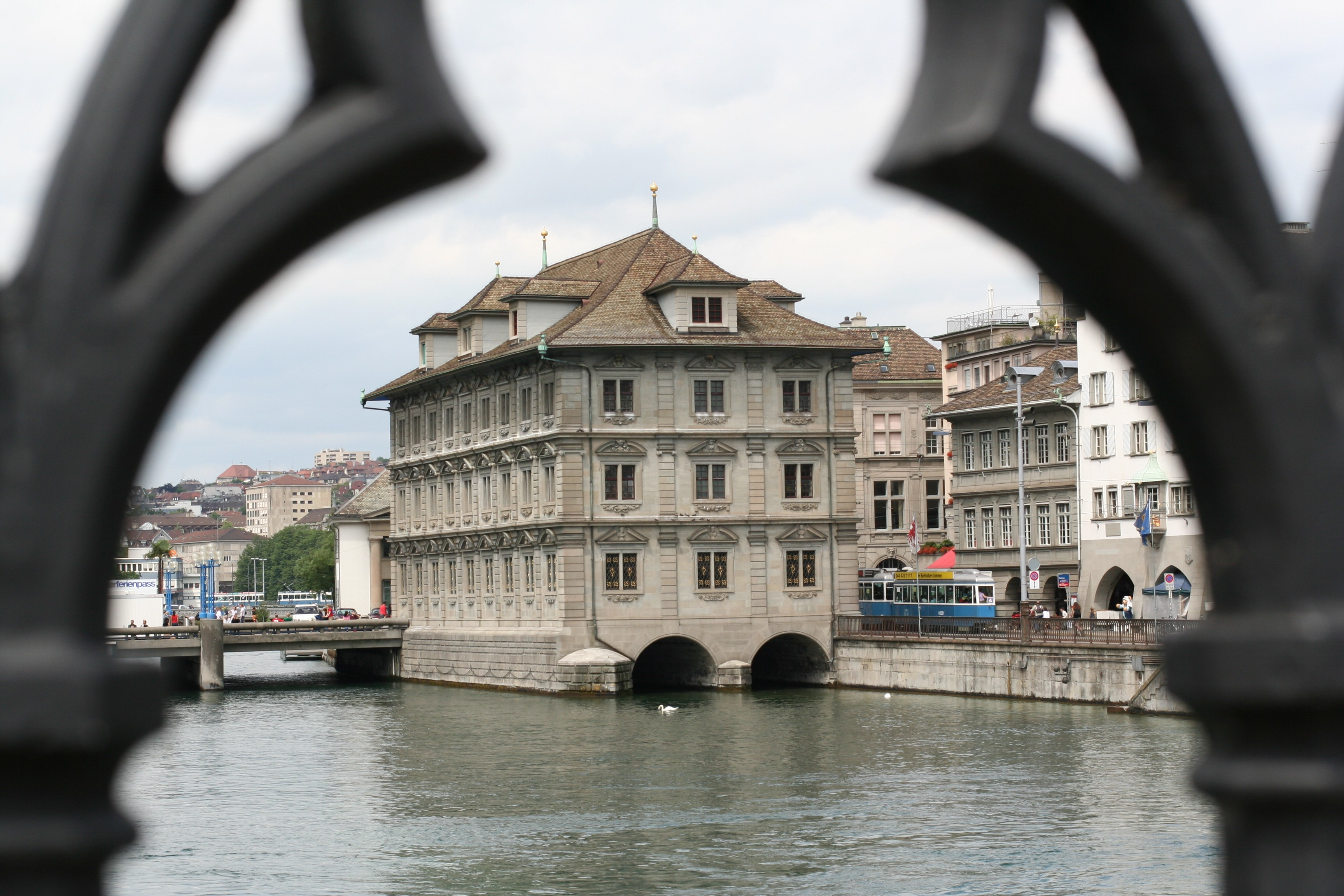
Il municipio di Zurigo sul fiume (si noti la galleria a doppia canna sotto di esso)
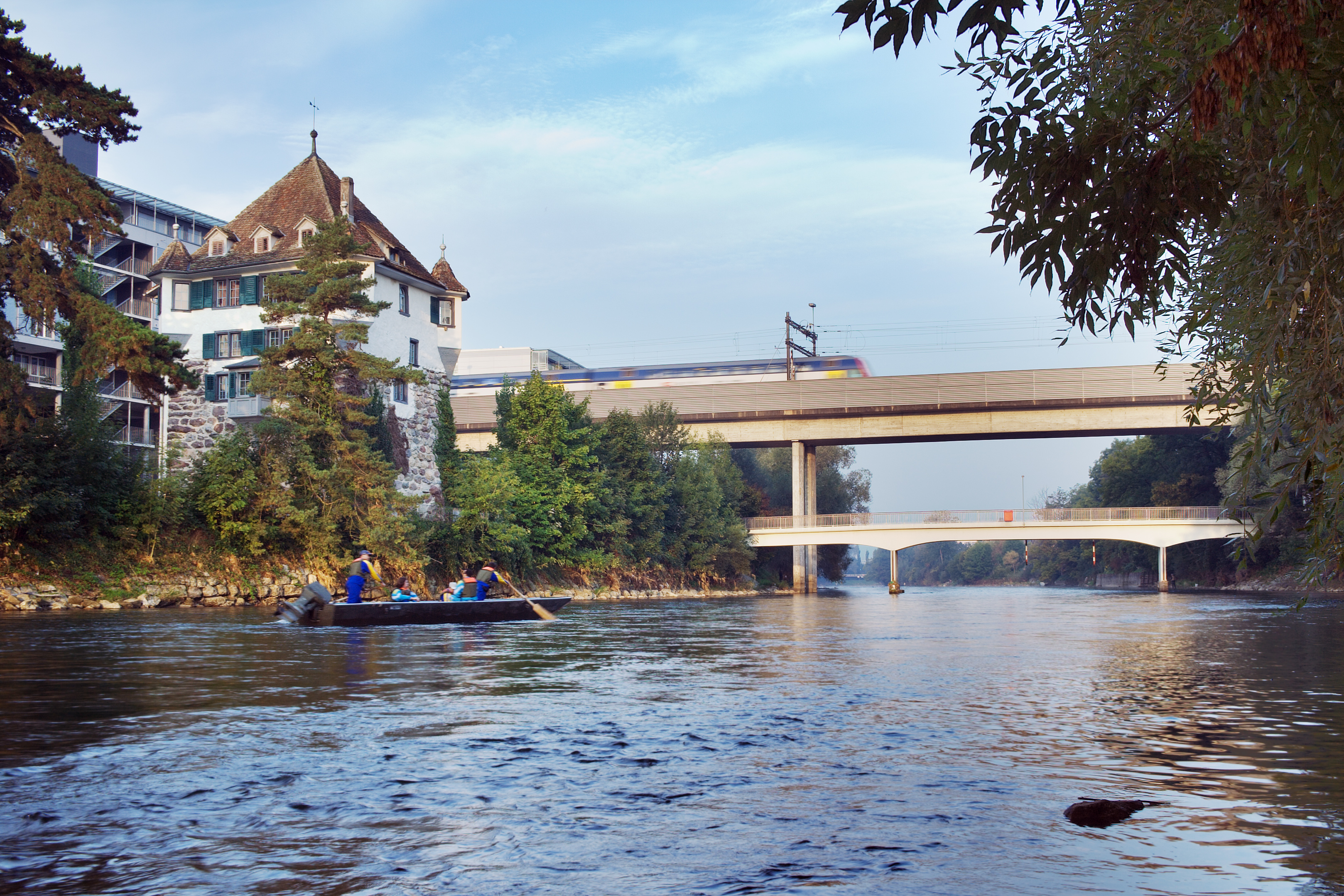
La Limmat all'Hardturm
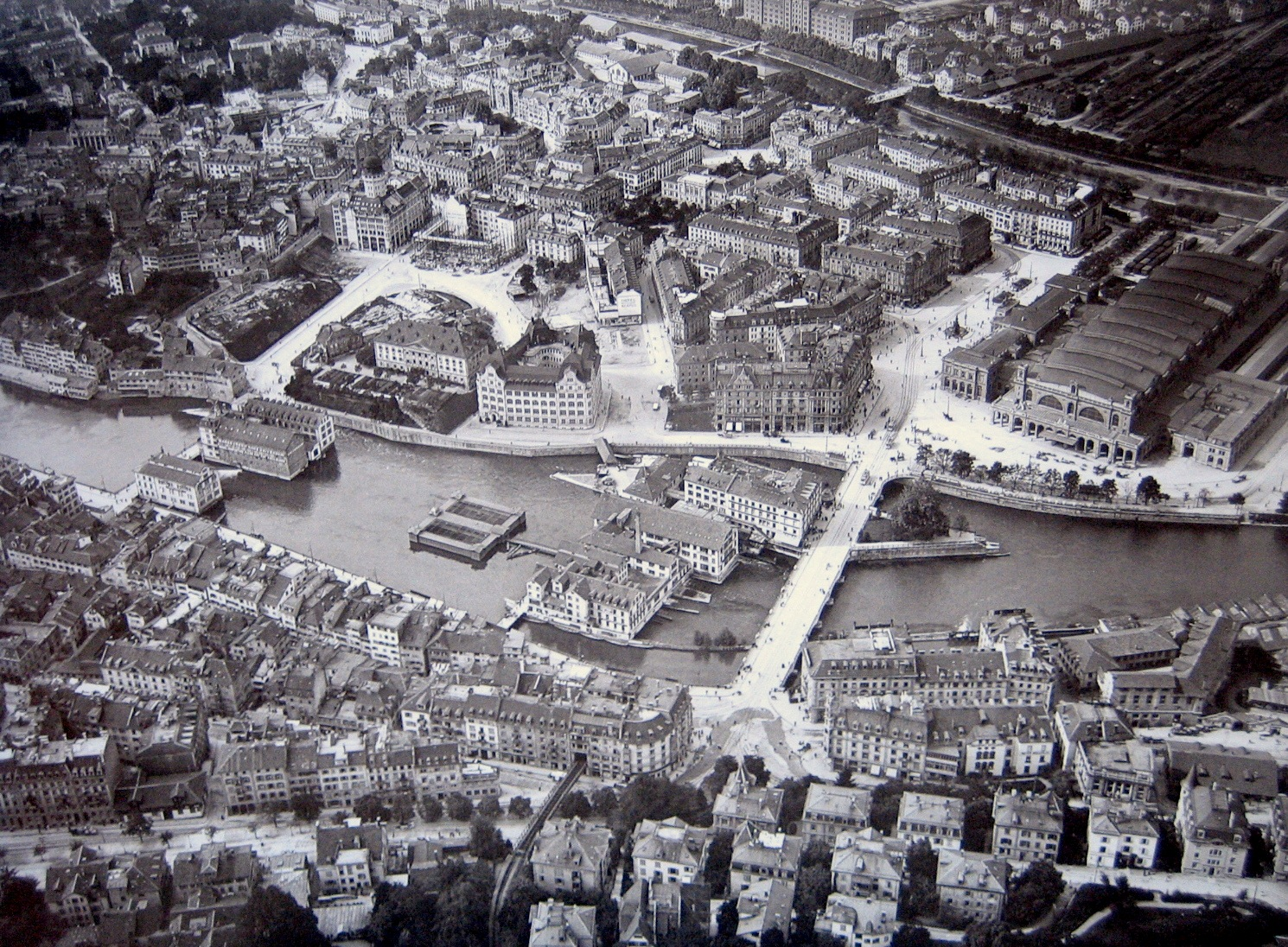
La Limmat nel 1910, con il lido femminile nel mezzo del fiume
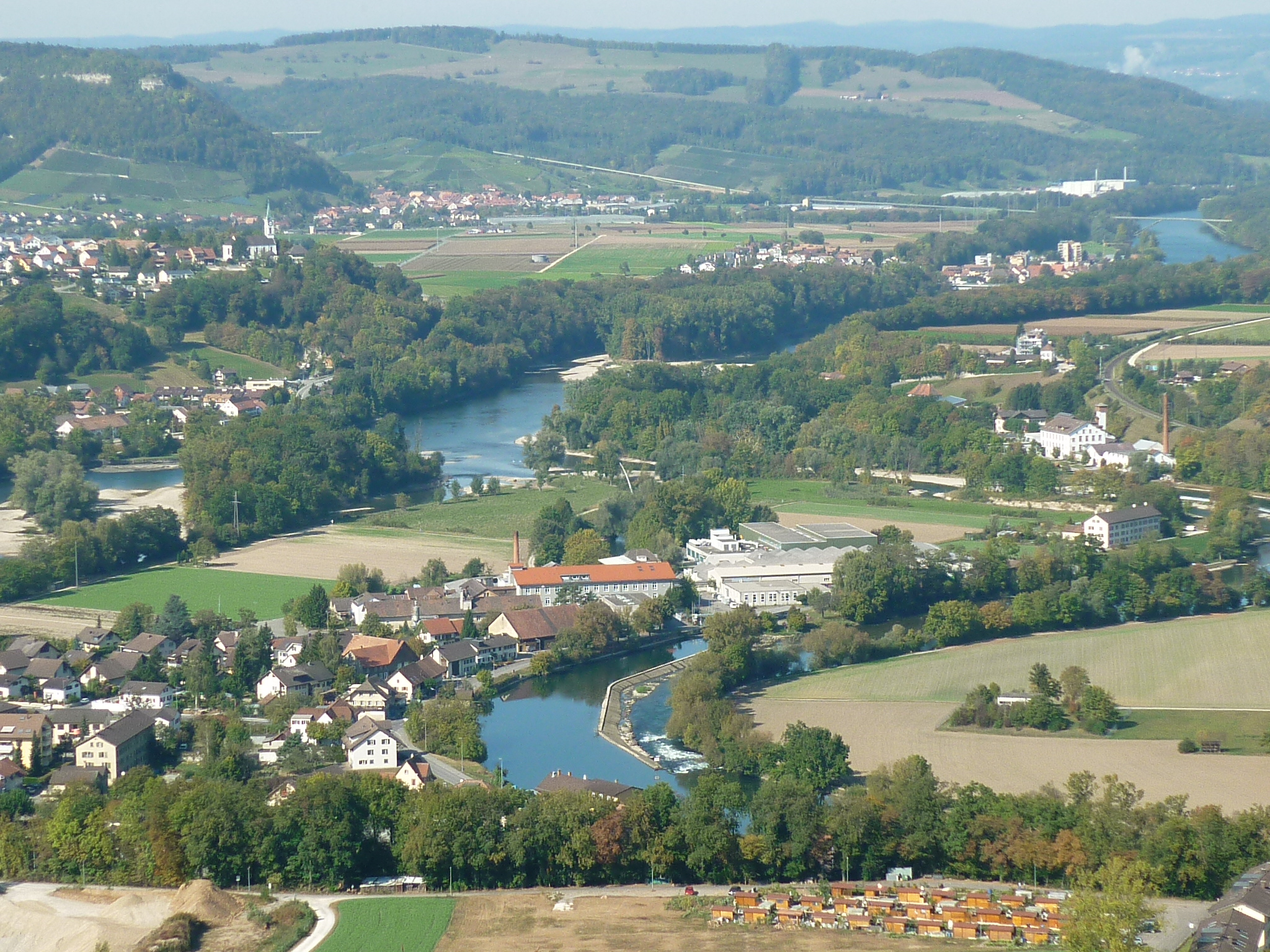
La Limmat (a destra) e l'Aare (sinistra) all'altezza di Gebenstorf, Argovia